# San Gregorio Saria
Le San Gregorio Saria est une course cycliste espagnole disputée à Berriatua (Biscaye), dans la communauté autonome du Pays basque. Inscrite au calendrier du Torneo Euskaldun, elle est réservée aux cyclistes âgés de 19 à 26 ans.
Cette course se déroule sur un parcours escarpé plutôt favorable aux grimpeurs,. De 2009 à 2016, elle sert de parcours pour le championnat régional de Biscaye. Elle a également décerné à plusieurs reprises les titres de champion du Pays basque chez les élites et les espoirs (moins de 23 ans).

## Palmarès
| Année | Vainqueur                  | Deuxième                 | Troisième             |
| ----- | -------------------------- | ------------------------ | --------------------- |
| 1982  | Sabino Angoitia            |                          |                       |
| 1983  | José Ángel Urien (es)      |                          |                       |
| 1984  | Álvaro Fernández (es)      |                          |                       |
| 1985  | Herminio Díaz Zabala       |                          |                       |
| 1986  | Javier Recalde             |                          |                       |
| 1987  | Gabriel Sabbião            |                          |                       |
| 1988  | Philippe Chaumontet        |                          |                       |
| 1989  | Alberto Mota               |                          |                       |
| 1990  | Eladio Martínez de Guereñu |                          |                       |
| 1991  | Luis María Urízar          |                          |                       |
| 1992  | Abraham Olano              |                          |                       |
| 1993  | Javier Pascual Llorente    |                          |                       |
| 1994  | Eduardo Hernández          |                          |                       |
| 1995  | Pedro Jiménez              |                          |                       |
| 1996  | Iñaki Manterola            |                          |                       |
| 1997  | David Cancela              |                          |                       |
| 1998  | Pedro Arreitunandia        | Rafael Mateos            | Mikel Artetxe         |
| 1999  | Igor Beristain             | Ion Azkune               | Jokin Lizeaga         |
| 2000  | Iñaki Isasi                | Dionisio Galparsoro      | Rubén Plaza           |
| 2001  | Mikel Astarloza            | Lander Euba              | Iñigo Urretxua        |
| 2002  | ?                          | ?                        | ?                     |
| 2003  | David Pérez                | Mikel Elgezabal (es)     | Iban Uberuaga         |
| 2004  | Beñat Albizuri             | Ibon Isasi               | Eugenio Pineda        |
| 2005  | David Gutiérrez            | Pedro Luis Marichalar    | Juan José Oroz        |
| 2006  | Eder Salas                 | Rubén Reig               | Juan Luis Negueruela  |
| 2007  | Jonathan Castroviejo       | Ismael Esteban           | Carlos Juez           |
| 2008  | Fabricio Ferrari           | Egoitz García            | Diego Tamayo          |
| 2009  | Fabricio Ferrari           | Mikel Filgueira          | Carlos Juez           |
| 2010  | Eloy Carral                | Jesús Herrero            | Florentino Márquez    |
| 2011  | Francisco Moreno           | Gastón Agüero            | Haritz Orbe           |
| 2012  | Arkaitz Durán              | Borja Abásolo            | Oriol Escolano        |
| 2013  | Borja Abásolo              | Asier Fernández          | Jesús Alberto Rubio   |
| 2014  | Mikel Bizkarra             | Julen Mitxelena          | Aritz Bagües          |
| 2015  | Jorge Arcas                | Juan Antonio López-Cózar | Mikel Iturria         |
| 2016  | Iker Azkarate              | Julen Irizar             | Jokin Etxabe          |
| 2017  | Iker Azkarate              | Marc Buades              | Txomin Juaristi       |
| 2018  | pas de course              | pas de course            | pas de course         |
| 2019  | Jokin Murguialday          | Víctor Etxeberria        | Joseba López          |
| 2020  | Jon Barrenetxea            | Unai Iribar              | Xabier Isasa          |
| 2021  | Charles-Étienne Chrétien   | Richard Huera            | Julen García          |
| 2022  | Gorka Sorarrain            | Ander Ganzabal           | Mulu Hailemichael     |
| 2023  | Unai Zubeldia              | Iker Mintegi             | Pablo Carrascosa      |
| 2024  | Haimar Etxeberria          | Adrià Regada             | Ander Ganzabal        |
| 2025  | Iñaki Trujillo             | Iker Díaz Prado          | Diego Ruiz de Arkaute |